# Chirine Njeim
Chirine Njeim (arab. ‏شيرين نجيم‎; ur. 4 października 1984 w Bejrucie) – libańska narciarka alpejska, trzykrotna uczestniczka zimowych igrzysk olimpijskich oraz letnich igrzysk olimpijskich w Rio de Janeiro.
Najlepszym wynikiem Njeim na zimowych igrzyskach olimpijskich jest 34. miejsce podczas igrzysk w Turynie w zjeździe.
Njeim planowała udział w Mistrzostwach Świata 2009 w Val d’Isère, jednak wycofała się.
Njeim nigdy nie wystartowała w zawodach Pucharu Świata.

## Osiągnięcia

### Zimowe igrzyska olimpijskie
| Igrzyska            | Konkurencja | Czas    | Wynik | Zwycięzca            |
| ------------------- | ----------- | ------- | ----- | -------------------- |
| Salt Lake City 2002 | Gigant      | 2:53.42 | 45.   | Janica Kostelić      |
| Salt Lake City 2002 | Slalom      | 2:13.48 | 36.   | Janica Kostelić      |
| Turyn 2006          | Zjazd       | 2:02.86 | 34.   | Michaela Dorfmeister |
| Turyn 2006          | Supergigant | 1:37.93 | 46.   | Michaela Dorfmeister |
| Turyn 2006          | Gigant      | -       | DNF   | Julia Mancuso        |
| Turyn 2006          | Slalom      | 1:39.14 | 39.   | Anja Pärson          |
| Turyn 2006          | Kombinacja  | -       | DNF   | Janica Kostelić      |
| Whistler 2010       | Supergigant | 1:29.59 | 37.   | Andrea Fischbacher   |
| Whistler 2010       | Gigant      | 2:41.61 | 43.   | Viktoria Rebensburg  |
| Whistler 2010       | Slalom      | 1:58.20 | 43.   | Maria Höfl-Riesch    |

### Letnie igrzyska olimpijskie
| Igrzyska            | Konkurencja | Czas    | Wynik | Zwycięzca      |
| ------------------- | ----------- | ------- | ----- | -------------- |
| Rio de Janeiro 2016 | maraton     | 2:51:08 | 109.  | Jemima Sumgong |

### Mistrzostwa świata
| Mistrzostwa      | Konkurencja | Czas | Wynik | Zwycięzca         |
| ---------------- | ----------- | ---- | ----- | ----------------- |
| Val d’Isère 2009 | Gigant      | -    | DNS   | Kathrin Hölzl     |
| Val d’Isère 2009 | Slalom      | -    | DNS   | Maria Höfl-Riesch |